# Geschutspoort

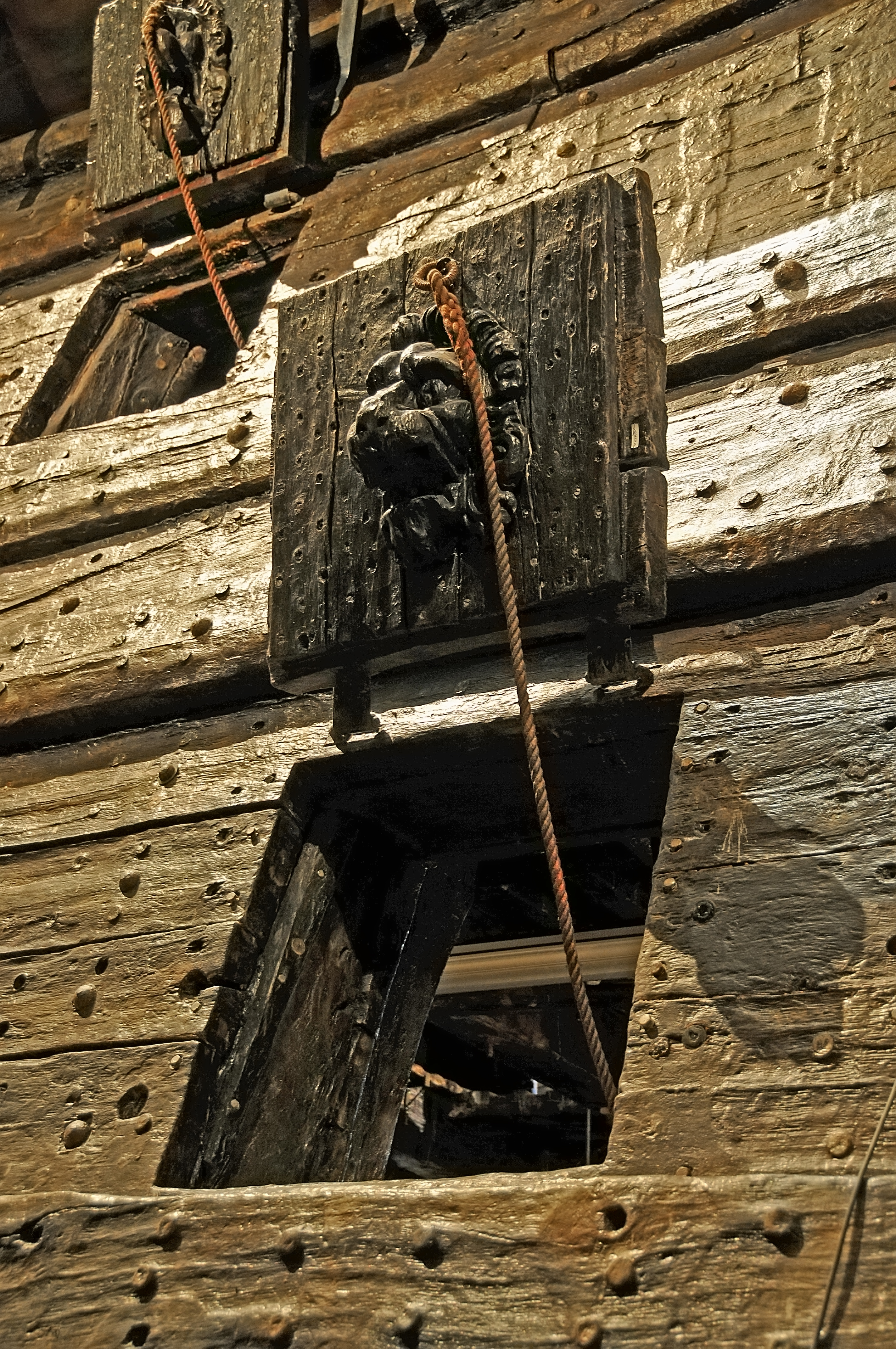
Geschutspoort van de 17e-eeuwse Vasa

Een geschutspoort is een afsluitbare opening in de romp van een oorlogsschip voor het afvuren van scheepsartillerie. 

## Geschiedenis
Het is een Europese uitvinding van het eind van de 15e eeuw (soms nog ten onrechte toegeschreven aan de Fransman François Descharges in 1501). De poortklep was met scharnieren vastgemaakt aan de romp en kon worden vastgezet. In gesloten toestand moest een geschutspoort min of meer waterdicht zijn om zware zeeën te kunnen trotseren. De Mary Rose in 1545 en de Vasa in 1628 zonken toen ze water maakten langs de onderste geschutspoorten. 
Het gebruik van geschutspoorten liet toe een kanonnendek in te richten vlak boven de waterlijn, wat niet alleen zwaardere bewapening mogelijk maakte (door de betere stabiliteit als gevolg van een lager zwaartepunt), maar ook de effectiviteit tegen lage schepen zoals galeien ten goede kwam. Bovendien vergrootte de vuurkracht door een zijdelingse opstelling over meerdere dekken (wat niet uitsloot dat er ook geschutspoorten waren in de boeg). 
Het maximaliseren van de vuurkracht had een invloed op de scheepsbouw: voorkasteel en halfdek begonnen te verkleinen en waren tegen de 19e eeuw verdwenen om meer vuurmonden te hebben. Wanneer er meerdere kanondekken waren, plaatste men de geschutspoorten in quincux, om het gewicht te verdelen en de wandsterkte te beschermen.
Vanaf het midden van de 19e eeuw ging men weer zwaardere scheepsartillerie aan dek plaatsen. De filosofie van de geschutspoorten bleef nog aanwezig in technische evoluties als de barbette en de kazemat en als secundaire bewapening op dreadnoughtschepen, maar uiteindelijk won de geschutstoren het pleit.